# K. E. Løgstrup

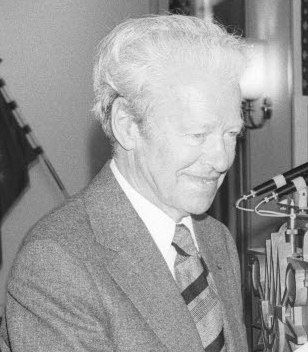

Knud Ejler Løgstrup, 1905-1981, é um dos mais influentes teólogos e filósofos dinamarqueses do século 20. Após uma graduação em divindade pela Universidade de Copenhague em 1930, ele estudou por alguns anos na Alemanha com, entre outros, Martin Heidegger e Hans Lipps. De 1936 a 1943 ele foi um vigário em Funen e então até 1975 foi professor de Filosofia Ética e Religiosa na Universidade de Aarhus.
Na sua dissertação de 1943, Løgstrup argumentou contra a visão de Kant e dos neo-Kantianos de que o homem criou o mundo a sua volta ao mesmo tempo em que desenvolveu suas faculdades cognitivas. Por meio da filosofia existencialista, que mais tarde ele rejeitou, e pela fenomenologia, Løgstrup tentou identificar os fenômenos e atributos humanos que, como foram, existiam antes de nós mesmos fôssemos algo e que impunham suas condições aos homens. Ele depois acreditou na visão da criação teológica de que o homem pode apreender Deus pelo mundo criado do qual ele mesmo faz parte e não apenas pelas palavras da Bíblia. Em Den etiske fordring(1956, The Ethical Requirement) ele buscar traduzir o evangelho de Cristo em uma linguagem não teológica e faz uma análise fenomenológica do conceito de confiança, a confiança com a qual cada ser humano instintivamente encontra seu próximo.
Løgstrup, subseqüentemente estendeu suas análises às chamadas manifestações supremas de vida - como compaixão e "sinceridade de discurso". Isso foi em Opgor med Kierkegaard (1968 - Confrontation with Kierkegaard), onde essas manifestações de vida nos relacionamentos humanos com seu próximo são apresentadas como uma alternativa à interpretação de Kierkegaard do Cristianismo, com sua enfâse no sofrimento e caracterizada pela supressão da espontaneidade pela reflexão. Løgstrup desenvolveu sua ética de criação em um livro Metafysik (1976-1984) de quatro volumes organizados em reflexões sobre linguagem, religião, arte, história e natureza.